# Sông Verzée
Sông Verzée (tiếng Pháp: la Verzée) là một con sông dài 52,1 km (32,4 mi) ở các tỉnh Loire-Atlantique và Maine-et-Loire phía tây nước Pháp. Sông này bắt nguồn từ Soudan. Sông này chảy theo hướng đông đông nam. Đây là nhánh bên phải của sông Oudon và đổ vào sông Segré.

## Các khu vực dân cư bên sông
Theo thứ tự từ nguồn đến cửa sông: 
- Loire-Atlantique: Soudan, Noyal-sur-Brutz, Villepot,
- Maine-et-Loire: Pouancé, La Prévière, Armaillé, Noëllet, Le Tremblay, Combrée, Le Bourg-d'Iré, Noyant-la-Gravoyère, Sainte-Gemmes-d'Andigné, Segré